# Henri Chevrier
Pour les articles homonymes, voir Chevrier.
Henri Chevrier est un homme politique français de la Troisième République né le 21 septembre 1876 à Malesherbes (Loiret) et mort le 24 juin 1935 à Paris.

## Biographie
Henri, Joseph Chevrier est né le 21 septembre 1876 à Malesherbes, commune située dans le Nord du département du Loiret. Il exerce la profession d'entrepreneur de travaux publics,.
Il est élu maire de Malesherbes au sortir de la Première Guerre mondiale en 1919 en prenant la succession de Paul Vuillot, mort dans un accident en 1916.
Durant l'Entre-deux-guerres, il est élu député du Loiret le 11 mai 1924 pour la XIIIe législature de la Troisième République. Il s'agit d'un scrutin de liste à l'échelle départementale, le Loiret n'étant alors pas découpé en circonscriptions législatives. Il porte les intérêts de la liste d'« Union des gauches ». menée par Pierre Dézarnaulds. Il est réélu député dans la circonscription législative de Pithiviers le 19 avril 1928 pour la XIVe législature puis le 1er mai 1932 pour la XVe.
Henri Chevrier meurt à Paris le 24 juin 1935 à l'âge de 59 ans. Paul Cabanis le remplace à l'Assemblée nationale et Georges Billard à la mairie de Malesherbes.
Henri Chevrier a également occupé les postes de conseiller d'arrondissement de Pithiviers et de conseiller général du Loiret.

## Sources
- « Henri Chevrier », dans le Dictionnaire des parlementaires français (1889-1940), sous la direction de Jean Jolly, PUF, 1960 [détail de l’édition]